# Kleinfischbach
Kleinfischbach im Oberbergischen Kreis ist eine von 51 Ortschaften der Stadt Wiehl im Regierungsbezirk Köln in Nordrhein-Westfalen. 

## Lage und Beschreibung
Der Ort liegt zwischen den  Orten Wiehl im Norden und Elsenroth im Süden und ist in Luftlinie rund 2 km  vom Stadtzentrum von Wiehl entfernt. Die benachbarten Ortschaften sind Großfischbach und Pfaffenberg. Kleinfischbach liegt südlich der Bundesautobahn 4.

## Nennungen
1454 wurde der Ort das erste Mal urkundlich erwähnt und zwar „Aiff van Visthpe, Henken sein Bruder und Rorich von Visthpach gehören zu den Gebrandschatzten bei den Auseinandersetzungen zwischen dem Herzogtum Berg und Sayn-Homburg.“
1575 in der A. Mercator-Karte: „Kleine Fischbach“. 
Im Futterhaferzettel der Herrschaft Homburg von 1580 werden als abgabepflichtig 1 Saynischer und 4 Wittgensteinische Untertanen gezählt.
Schreibweise der Erstnennung: Visthpe / Visthpach

1774 von dem Schultheißen, Hammerwerkbesitzer sowie Berg- und Hüttengewerken Christian Reusch in Kleinfischbach errichtete, so genannte Vogtei

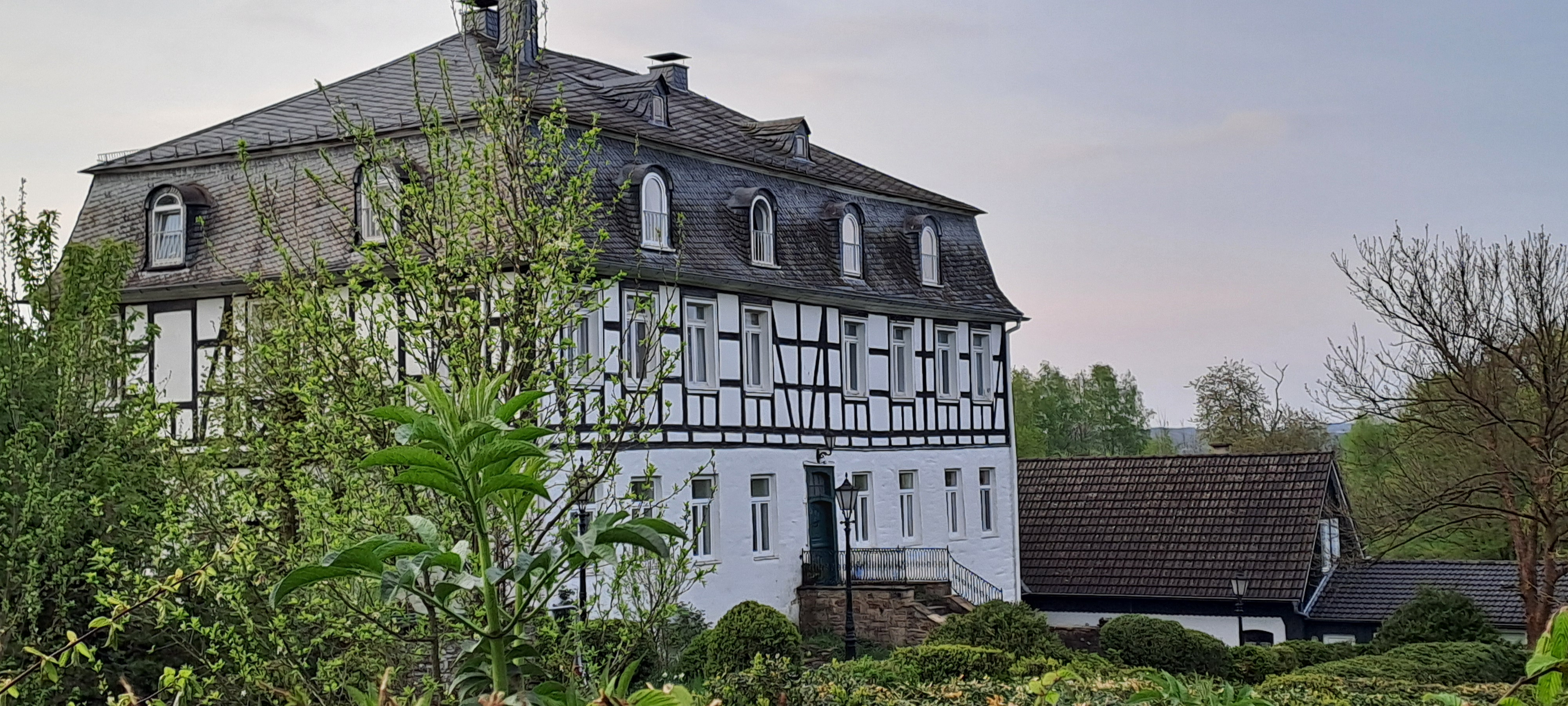
Alte Vogtei Kleinfischbach

zeugen von einem beachtlichen Wohlstand seines Erbauers.

## Persönlichkeiten
- Wilhelm Stoy (1887–1958), Holzbauingenieur und Professor für Holzbau